# Kieserit (Mineral)
Kieserit ist ein selten vorkommendes Mineral aus der Mineralklasse der „Sulfate (und Verwandte, siehe Klassifikation)“ mit der chemischen Zusammensetzung Mg[SO4]·H2O und damit chemisch gesehen ein wasserhaltiges Magnesiumsulfat.
Kieserit kristallisiert im monoklinen Kristallsystem, entwickelt aber nur selten größere dipyramidale Kristalle. Meist findet er sich in Form von grob- bis feinkörnigen oder massig-derben Mineral-Aggregaten. In reiner Form ist das Mineral farblos und durchsichtig. Durch vielfache Lichtbrechung aufgrund von Gitterfehlern oder polykristalliner Ausbildung kann es aber auch weiß erscheinen und durch Fremdbeimengungen eine hellgraue oder hellgelbe Farbe annehmen, wobei die Transparenz entsprechend abnimmt.

## Etymologie und Geschichte
Erstmals entdeckt wurde Kieserit bei Staßfurt in Sachsen-Anhalt und beschrieben 1861 durch Eduard Reichardt, der das Mineral nach Dietrich Georg von Kieser (1779–1862) benannte. Dieser war Professor, Mediziner und Psychiater an der Universität Jena.
Ein Gemenge aus 9,02 % wasserfreiem Bittersalz (= Magnesiumsulfat, MgSO4) und 90,98 % Kochsalz aus Staßfurt wurde von Carl Karsten 1845 als Martinsit bezeichnet.
Kieserit war bereits lange vor der Gründung der International Mineralogical Association (IMA) bekannt und als eigenständige Mineralart anerkannt. Damit hätte Kieserit theoretisch den Status eines grandfathered Mineral. In der 1967 erfolgten Publikation der IMA: Commission on new minerals and mineral names wurde allerdings das von C. Prager 1923 erstbeschriebene Mineral Wathlingenit diskreditiert, da Kunibert Friedrich, Robert Kühn und Hugo Strunz es 1962 als identisch mit Kieserit erkannt hatten. Dies bedeutete automatisch eine nachträgliche Ankerkennung für den Kieserit, daher wird das Mineral seitdem in der „Liste der Minerale und Mineralnamen“ der IMA unter der Summenanerkennung „1967 s.p.“ (special procedure) geführt. Die seit 2021 ebenfalls von der IMA/CNMNC anerkannte Kurzbezeichnung (auch Mineral-Symbol) von MineralName lautet „Ksr“.
Ein Aufbewahrungsort für das Typmaterial des Minerals ist nicht dokumentiert.

## Klassifikation
In der veralteten 8. Auflage der Mineralsystematik nach Strunz gehörte der Kieserit zur Mineralklasse der „Sulfate, Chromate, Molybdate und Wolframate“ und dort zur Abteilung „Wasserhaltige Sulfate ohne fremde Anionen“, wo er gemeinsam mit Bonattit, Gunningit, Poitevinit, Sanderit, Szmikit und Szomolnokit in der „Kieserit-Reihe“ mit der Systemnummer VI/C.01 steht.
In der zuletzt 2018 überarbeiteten Lapis-Systematik nach Stefan Weiß, die formal auf der alten Systematik von Karl Hugo Strunz in der 8. Auflage basiert, erhielt das Mineral die System- und Mineralnummer VI/C.01-010. Dies entspricht ebenfalls der Abteilung „Wasserhaltige Sulfate, ohne fremde Anionen“, wo Kieserit zusammen mit Cobaltkieserit, Dwornikit, Gunningit, Poitevinit, Sanderit, Szmikit und Szomolnokit die „Kieseritgruppe“ mit der Systemnummer VI/C.01 bildet.
Auch die von der International Mineralogical Association (IMA) zuletzt 2009 aktualisierte 9. Auflage der Strunz’schen Mineralsystematik ordnet den Kieserit in die Abteilung „Sulfate (Selenate usw.) ohne zusätzliche Anionen, mit H2O“ ein. Diese ist allerdings weiter unterteilt nach der relativen Größe der beteiligten Kationen. Das Mineral ist hier entsprechend seiner Zusammensetzung in der Unterabteilung „Mit ausschließlich mittelgroßen Kationen“ zu finden, wo es zusammen mit Cobaltkieserit, Dwornikit, Gunningit, Poitevinit, Szmikit und Szomolnokit die „Kieseritgruppe“ mit der Systemnummer 7.CB.05 bildet.
In der vorwiegend im englischen Sprachraum gebräuchlichen Systematik der Minerale nach Dana hat Kieserit die System- und Mineralnummer 29.06.02.01. Das entspricht der Klasse der „Sulfate, Chromate und Molybdate“ und dort der Abteilung „Wasserhaltige Säuren und Sulfate“. Hier findet er sich innerhalb der Unterabteilung „Wasserhaltige Säuren und Sulfate mit AXO4 × x(H2O)“ in der „Kieseritgruppe (Monohydrate)“, in der auch Szomolnokit, Szmikit, Poitevinit, Gunningit, Dwornikit und Cobaltkieserit eingeordnet sind.

## Kristallstruktur
Kieserit kristallisiert in der monoklinen Raumgruppe C2/c (Raumgruppen-Nr. 15) mit den Gitterparametern a = 6,89 Å; b = 7,62 Å; c = 7,65 Å und β = 117,7° sowie 4 Formeleinheiten pro Elementarzelle.

## Eigenschaften
In feuchter Luft nimmt Kieserit Wasser auf und wandelt sich in Epsomit um. Sein eigenes Kristallwasser gibt das Mineral erst beim Erhitzen auf über 200 °C ab.
In Wasser ist Kieserit nur langsam löslich, als Pulver und mit etwas Wasser angerührt härtet er ähnlich aus wie Gips.

## Bildung und Fundorte
Kieserit findet sich in marinen Salz-Lagerstätten und bildet namentlich im Abraumsalz des Staßfurter Steinsalzwerkes Bänke bis zu 30 cm Stärke. Des Weiteren ist Kieserit Bestandteil von kieseritischem Hartsalz. In seltenen Fällen bildet sich Kieserit auch durch Abscheidung aus vulkanischen Gasen. Als Begleitminerale treten unter anderem Anhydrit, Boracit, Carnallit, Coelestin, Epsomit, Halit, Leonit, Polyhalit und Sulfoborit auf.
Als seltene Mineralbildung konnte Kieserit bisher nur an wenigen Orten nachgewiesen werden, wobei weltweit bisher rund 90 Vorkommen dokumentiert sind (Stand: 2025). Neben seiner Typlokalität Staßfurt trat das Mineral in Sachsen-Anhalt bisher noch in den Kaliwerken Rastenberg bei Billroda, Wilhelmshall bei Huy-Neinstedt, mehreren Kaliwerken im Landkreis Mansfeld-Südharz und im Salzlandkreis auf. Des Weiteren fand sich Kieserit in Deutschland noch in den Kaliwerken bei Neuhof, Wintershall und Hattorf bei Philippsthal in Hessen; in den Kali- und Steinsalzbergwerken Conow bei Ludwigslust, Jessenitz und Lübtheen in Mecklenburg-Vorpommern; in verschiedenen Kaliwerken in den Landkreisen Celle, Goslar, Göttingen, Hannover, Hildesheim, Lüchow-Dannenberg, Northeim, Peine und Salzgitter in Niedersachsen sowie bei Bleicherode, Ronneburg und Merkers in Thüringen.
In Österreich fand sich Kieserit bisher bei Hallstatt in Oberösterreich, bei Dürrnberg in Salzburg sowie in den Salzbergwerken bei Altaussee in der Steiermark.
Weitere Fundorte liegen unter anderem in Argentinien, Australien, Bulgarien, Kanada, Chile, China, Dänemark, Griechenland, Iran, Island, Italien, Kasachstan, im Libanon, in Mexiko, den Niederlanden, Nicaragua, Pakistan, Polen, Rumänien, Russland, der Slowakei, in Tschechien, Uganda, Ukraine, Ungarn, Usbekistan, im Vereinigten Königreich (England) sowie in mehreren Bundesstaaten der Vereinigten Staaten von Amerika.
Auch auf dem Mars, genauer im Gebiet von Juventae Chasma nördlich des Valles Marineris in der Margaritifer Terra konnte Kieserit nachgewiesen werden.

## Verwendung
In der Medizin dient Kieserit wie auch andere wasserlösliche Sulfate (Bsp.: Mirabilit) als Abführmittel (Laxativum).
In der Landwirtschaft dient das Mineral als Rohstoff zur Herstellung von Kieserit-Dünger.